# 데일리 스타
데일리 스타(Daily Star)는 영국의 타블로이드 신문이다. 1978년 창간되었고, 자매신문인 데일리 스타 선데이는 2002년에 생겼다. 2018년 이후로 데일리 미러, 데일리 익스프레스와 같이 리치 plc 소속이다. 정치 풍자와 기이한 뉴스 등 진지하지 않은 보도들로 잘 알려져 있다.